# Baixo Egito

Mapa do Alto e Baixo Egito

Baixo Egito (também conhecido como Ta-Mehu: “terra do papiro”) foi uma região de menor altitude situada na região norte do Antigo Egito (civilização do Antigo Oriente Próximo) anterior a unificação, formada supostamente no período pré-dinástico, entre 13 mil e 10 mil anos antes de Cristo (época do desenvolvimento das técnicas agrícolas), referente à região do delta do rio Nilo, que estende-se da área entre El-Aiyat e Dachur (sul da atual Cairo) ao Mar Mediterrâneo. Tinha por capital possivelmente o nomo (distrito) de Mênfis ou em Buto (atual Telel Faraim; "Colina dos Faraós").
Hoje existem duas vias principais que o Nilo tem pelo delta do rio: uma no oeste, em Raxide e uma no leste em Damieta. Na antiguidade, falava-se que ao atingir o delta havia sete ramos (de leste para oeste).
O dialeto e os costumes dos egípcios variam historicamente. Mesmo em épocas modernas, o Baixo Egito é muito mais industrializado e influenciado pelo comércio com o resto do mundo devido o mar Mediterrâneo do que o Alto e Médio Egito. Facilitado também pelo clima, que é mais ameno do que o do Alto Egito, com chuvas mais abundantes.

## História
O mais antigo período histórico desta região está enterrado sob sedimentos e é pouco conhecido, mas ninguém duvida da antiguidade de suas cidades ou de sua importância econômica desde os primeiros tempos. O Baixo Egito foi conhecido como Ta-Mehu que significa "terra do papiro".
A região do delta oriental era um ponto sensível onde o Antigo Egito se comunicava com a Ásia e, local das melhores terras do Nilo. Os conflitos entre as regiões (Alto Egito e Baixo Egito) pelas terras férteis intensificaram-se.< Então, o rei do Alto Egito Narmer (sucessor do faraó protodinástico Escorpião II/Selk), organizou um grande exército para atacar o Baixo Egito, por volta de 3 200 antes de Cristo, resultando na conquista e na unificação dos dois reinos, iniciando assim à primeira dinastia do Império Egípcio (Período Protodinástico).
No final do Império Médio, essa região foi invadida pelos hicsos, povos asiáticos, e mais tarde se tornou a base do Egito para suas campanhas bélicas na Ásia.
Na XIX dinastia, a capital do Egito foi transferida pelo faraó Ramessés II para o Baixo Egito, na cidade de Pi-Ramessés (ou Per-Ramessés). Assim o Delta encabeçou a liderança do Egito. Mais tarde, no Período Ptolomaico e Romano, a sua proximidade com os centros políticos e econômicos do mundo antigo favoreceu o seu desenvolvimento.

## Divisão administrativa
Foi dividido em 20 distritos chamados nomos, o primeiro dos quais era Lixte. A capital do Baixo Egito foi Mênfis. Sua divindade patrona foi à deusa cobra Uto. A realeza era representado pela coroa vermelha Dexerete, e seus símbolos eram o papiro e a abelha.
Hoje existem duas vias principais que o Nilo tem pelo Delta do rio: uma no oeste, em Raxide e uma no leste em Damieta. Na antiguidade, Plínio, o Velho disse que ao atingir o Delta do Nilo há sete ramos (de leste para oeste): Pelúsio, Tânis, Mendes, Fatnítico, Sebenítico, Roseta e Canopo. Hoje, a região do Delta está bem irrigada, atravessada por muitos canais e canaletas.

## Economia
O Baixo Egito era uma região mais desenvolvida e integrada ao comércio mundial ao redor, em função de sua posição privilegiada de frente ao mar Mediterrâneo.<

## Clima
O clima no Baixo Egito é mais suave do que a do Alto Egito, devido principalmente à sua proximidade com o mar Mediterrâneo. As temperaturas são menos extremas e as chuvas são mais abundantes.